# Saratov (BDK-65)
Le Saratov (russe : Саратов) est un navire de débarquement, navire de tête du projet 1171 (nom OTAN : classe Alligator) en service dans la Marine soviétique puis russe de 1966 à sa destruction en 2022. Il est construit à Kaliningrad en 1964 sous le numéro de série 010 et coulé dans le port de Berdiansk en mars 2022 par une attaque ukrainienne.

## Historique
La pose de la quille (numéro de coque BDK-010), a lieu le 5 février 1964 au chantier naval Iantar à Kaliningrad. Lancé le 1er juillet 1964, il rejoint la flotte de la mer Noire de la Marine soviétique en 1966, sous le nom de Voronezh Komsomolets.
De 1966 à 2004, il effectue plus de 20 voyages de longue durée.
De 1991 à 1994, il est stationné à Odessa. Dans le même temps, son numéro de fanion change en « BDK-065 ».
Il prend part au transfert de casques bleus russes en Yougoslavie. À la suite de la mission réussie qui consistait à transporter des casques bleus russes de Touapsé au port grec de Thessalonique en 1999, le capitaine de 2e rang O. Pochinov reçoit la médaille de l'Ordre du Mérite pour la Patrie de 2e classe.
En août 2000, lors de quatre voyages, le navire transporte, de Gonio (région de Batoumi) à Outrichenok (région de Novorossiïsk), une partie des armes et équipements du contingent du Groupe des forces russes en Transcaucasie.
Le 10 août 2008, il fait partie d'un groupement de navires de la flotte de la mer Noire, qui affronte des bateaux géorgiens lors du conflit armé en Ossétie du Sud.
À l'automne-hiver 2012, il mène des missions en mer Méditerranée.
En janvier 2013, un générateur diesel tombe en panne alors que le navire doit se rendre à des exercices inter-flottes en Méditerranée. Le navire est réparé  dans le port russo-syrien de Tartous.
En 2014, le Saratov participe à l'annexion de la Crimée par la Russie, effectuant au moins 4 voyages en mer Méditerranée.
Il fait partie de la 197e brigade de navires de débarquement de la flotte de la mer Noire. En 2020, le Saratov effectue plus de 150 jours en mer, couvrant près de 26 000 milles marins.

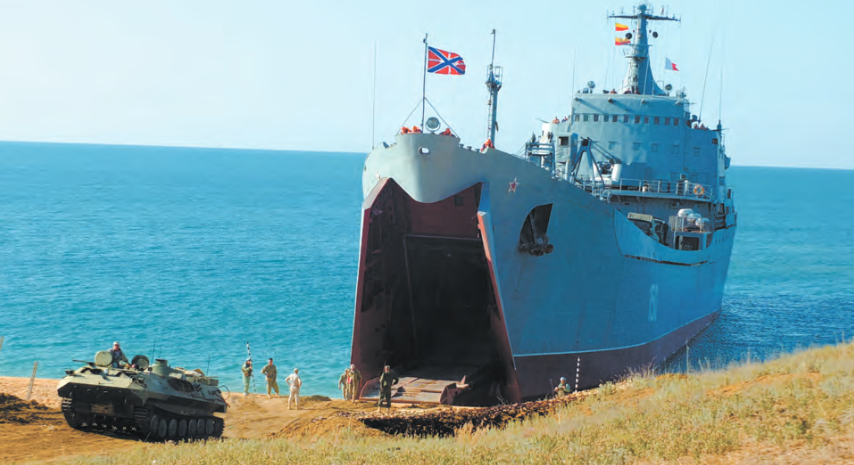
Le Saratov débarquant des troupes en octobre 2021.

### Invasion russe de l'Ukraine
En 2022, les navires Saratov, Novotcherkassk, Tsezar Kounikov, Orsk et d'autres, participent aux opérations navales de l'invasion russe de l'Ukraine. Le 24 mars 2022 à 07 h 45, selon le communiqué de l'état-major général des forces armées ukrainiennes, les navires, déchargeant du matériel dans le port de Berdiansk, sont la cible de tirs de missile Tochka-U : le navire de débarquement Saratov est coulé, d'autres sont endommagés. Un certain nombre de médias ukrainiens et étrangers ont d'abord identifié à tort le navire détruit comme étant son navire-jumeau, l'Orsk. Plus tard, la confirmation de cet incident est reçue du côté russe, qui précise que le grand navire de débarquement Saratov a été coulé dans le port, tandis que le Tsezar Kounikov a été endommagé.
Initialement, aucune victime n'est signalée à bord du navire. Cependant, le 24 juin, le gouverneur de Sébastopol annonce les funérailles d'un marin du Saratov. Un an plus tard, les autorités russes signalent la mort de 12 membres d'équipage parmi les navires attaqués à Berdiansk le 24 mars 2022, sans préciser combien de marins tués appartenaient à l'équipage du Saratov.
Le 1er juillet 2022, Vladimir Rogov, membre de « l'administration militaro-civile » établie par la Russie dans l'oblast de Zaporijjia, affirme que des opérations de renflouement sont en cours et précise les raisons du naufrage : un incendie à bord après un bombardement ukrainien.

## Commandants
- Capitaine-lieutenant I. G. Makhonine[1].
- Capitaine de 2e rang A. F. Gafourov[1].
- Capitaine de 2e rang O. Pochinov[1].
- Capitaine du 2e rang V. A. Khromchenkov. Ancien commandant du Iouriy Olefirenko de la marine ukrainienne, transfuge depuis 2014 dans les forces armées russes[6].